# Ban Ki-moon
Ban Ki-moon (tiếng Hàn: 반기문; Hanja: 潘基文; Hán-Việt: Phan Cơ Văn, phát âm tiếng Hàn Quốc: [pɑn gi mun]; sinh 13 tháng 6 năm 1944 tại Chungju, Hàn Quốc) là Tổng Thư ký Liên Hợp Quốc thứ 8 từ năm 2007 đến cuối năm 2016. Trước khi giữ chức Tổng thư ký, ông từng là Bộ trưởng Ngoại giao của Hàn Quốc, một vị trí ông nắm từ tháng 1 năm 2004. Vào ngày 13 tháng 10 năm 2006, ông được Đại hội đồng Liên Hợp Quốc bầu làm Tổng Thư ký kế nhiệm Kofi Annan.

## Giáo dục
Ban nhận bằng cử nhân về ngành quan hệ quốc tế từ Đại học Quốc gia Seoul vào năm 1970 và bằng Thạc sĩ Quản lý công (Master of Public Administration) từ Trường Quản lý Nhà nước Kennedy tại Viện Đại học Harvard vào năm 1985.

## Cá nhân
Ban đã lập gia đình và có một con trai và hai con gái. Ông tự nhận mình là tín hữu Cơ Đốc Liên phái (thuộc viên của các giáo đoàn không liên kết với một giáo hội nào - non-denominational Christian). Ông là thành viên của Phong trào "Phi Giáo phái" (Mukyōkai), được thành lập bởi Uchimura Kanzo, lan tỏa đến Hàn Quốc trong những năm 1920. Các thành viên của phong trào, chủ yếu là thành phần trí thức, xem Kinh Thánh là nguồn cảm hứng cho đời sống cá nhân và cộng đồng của họ.
Là một học sinh trung học trong những năm đầu của thập kỉ 1960, Ban gặp Tổng thống Hoa Kỳ John F. Kennedy ở Washington D.C. sau khi thắng một cuộc thi tiếng Anh tổ chức bởi Hội Chữ thập đỏ Mỹ, sau đó ông quyết tâm trở thành một nhà ngoại giao. Thêm vào tiếng Hàn là tiếng mẹ đẻ, Ban thông thạo tiếng Anh và tiếng Pháp.
Cuối tháng 10/2015 các báo mạng tại Việt Nam đưa tin, ngày 23 tháng 5 năm 2015, trong một hoạt động cá nhân ông Ban Ki-moon cùng phu nhân đã đến dâng hương tại nhà thờ dòng họ Phan Huy ở xã Sài Sơn, huyện Quốc Oai, Hà Nội, Việt Nam. Trong lưu bút ông nói rằng ông "là một người con của dòng họ Phan" và ghi tên ông bằng chữ Hán là 潘基文 (âm Hán Việt: Phan Cơ Văn), song không nói rõ là thành viên họ Phan Hàn Quốc, hay họ Phan Việt Nam (thậm chí dòng họ Phan Huy). Sự kiện và ý tứ trong lưu bút dẫn đến suy diễn cho rằng, ông là hậu duệ của nhà bác học Phan Huy Chú. Giáo sư Phan Huy Lê nói 'Tuy tôi không có mặt ở đó, không trực tiếp đón tiếp ông ấy nhưng tôi biết rất rõ về việc này. Tôi khẳng định những bức ảnh ông Ban Ki-moon thăm nhà thờ họ Phan Huy ở Sài Sơn (Quốc Oai, Hà Nội), thắp hương, gặp con cháu họ Phan Huy, bút tích lưu niệm là thật, tuyệt đối không có gì phải hoài nghi hay cần xác minh.Trong bút tích lưu niệm, ông Ban Ki-moon viết rõ ông là thành viên của họ Phan. Ông kính cẩn thắp hương trước bàn thờ Phan Huy Chú và tổ tiên họ Phan Huy. Trong trao đổi ông nói là hậu duệ của họ Phan Huy và cụ thể hơn là hậu duệ của Phan Huy Chú.' ". Tuy nhiên những người liên quan đều thận trọng về "tính chất cá nhân" của sự kiện, và dòng họ Phan Huy hiện không tìm thấy tư liệu trong gia phả về các nhánh di cư. Họ Phan là một họ của người Á Đông, có ở Hàn Quốc, Triều Tiên, Trung Quốc, Việt Nam, và "Hội đồng họ Phan Quốc tế" đã từng tổ chức họp mặt giao lưu ở Trung Quốc.
Theo nhà ngoại giao Hàn Quốc từng nhiều năm làm việc với ông Ban Ki Moon cho hay: "Dòng lưu bút đó không có nghĩa ông Ban là con cháu họ Phan ở Việt Nam".
Là một nhà ngoại giao kỳ cựu, ông Ban Ki Moon đã rất tinh tế khi sử dụng chữ Hán (mà không phải chữ Hàn hoặc chữ Việt Nam). Bởi họ Phan (Việt Nam) và họ Ban (Hàn Quốc) có cùng cách viết trong tiếng Hán. Điều này hàm ý họ Phan trên toàn thế giới, vào một thời điểm xa xưa có cùng gốc tích. Chuyến thăm của ông Tổng thư ký LHQ là một động thái mang ý nghĩa ngoại giao khéo léo, bày tỏ sự tương đồng của người họ Phan hai nước.

## Sự nghiệp

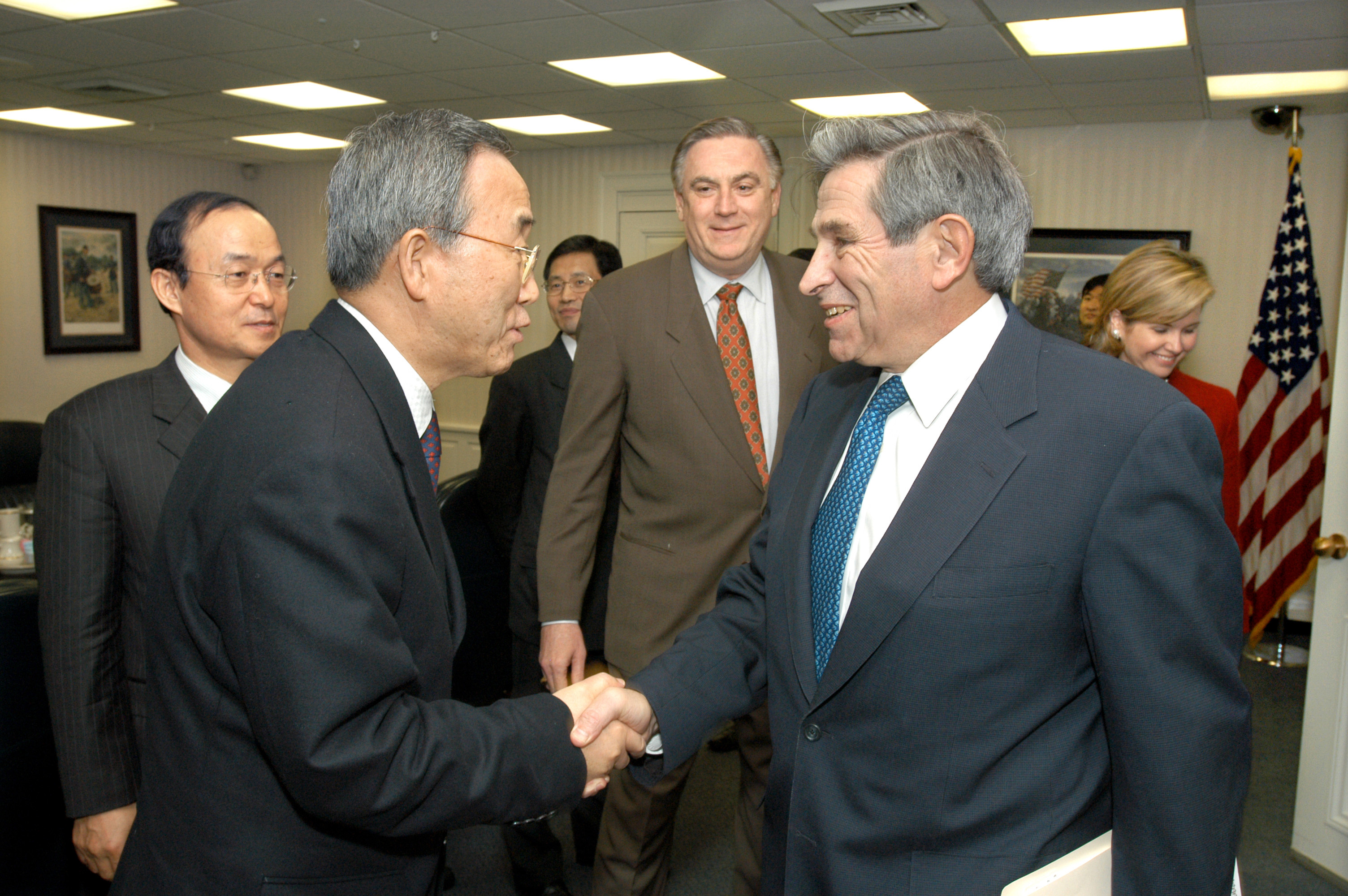
Ban Ki-moon với Chủ tịch Ngân hàng Thế giới Paul Wolfowitz

Vị trí đầu tiên ở nước ngoài của Ban sau khi tham gia ngành ngoại giao Hàn Quốc là đến New Delhi. Sau khi làm việc trong Vụ Liên Hợp Quốc tại Bộ ngoại giao, ông phục vụ như là Bí thư thứ nhất tại Phái đoàn quan sát thường trực của Hàn Quốc tại Liên hiệp quốc ở New York City. Theo sau đó ông nắm chức Vụ trưởng Vụ Liên hiệp quốc. Ông đã nhận nhiệm vụ hai lần tại tòa Đại sứ Hàn Quốc ở Washington D.C.. Giữa hai nhiệm vụ này ông là Tổng Giám đốc cho Vụ quan hệ Hoa Kỳ trong năm 1990-1992. Ông được thăng lên chức Thứ trưởng về Hoạch định chính sách và các Tổ chức Quốc tế năm 1995. Sau đó ông được bổ nhiệm Cố vấn an ninh quốc gia cho Tổng thống vào năm 1996, và nhận chức Thứ trưởng vào năm 2000. Vị trí gần đây nhất của ông là Cố vấn về các vấn đề ngoại giao cho Tổng thống Roh Moo-hyun.
Trong khi là Đại sứ ở Áo, Ban được bầu là Chủ tịch của Ủy ban trù bị cho Tổ chức Hiệp định cấm thử vũ khí hạt nhân hoàn toàn (Comprehensive Nuclear-Test-Ban Treaty Organization, CTBTO PrepCom) trong năm 1999. Trong quá trình Hàn Quốc chủ tọa phiên họp thứ 56 của Đại hội đồng Liên Hợp Quốc vào năm 2001, ông là chủ tịch Đoàn chủ tịch Hội đồng.
Ban đã tích cực tham gia các vấn đề liên quan đến quan hện giữa hai miền Triều Tiên. Vào năm 1992, ông là Phó chủ tịch của Ủy ban hỗn hợp về kiểm soát hạt nhân Nam-Bắc Triều Tiên, theo sau sự ký kết của Đại Hàn Dân Quốc và Cộng hòa Dân chủ Nhân dân Triều Tiên về Bản Thông cáo chung của việc Phi hạt nhân hóa Bán đảo Triều Tiên. Vào tháng 9 năm 2005, với nhiệm vụ Bộ trưởng ngoại giao, ông giữ vai trò lãnh đạo trong những cố gắng về ngoại giao để ký kết bản thỏa thuận chung giải quyết các vấn đề hạt nhân của CHDCND Triều Tiên tại Vòng thứ nhất Đàm phán 6 bên tổ chức ở Bắc Kinh.

## Ứng cử viên Tổng thư ký Liên Hợp Quốc
Vào tháng 2 năm 2006, Ban tuyên bố ứng cử thay thế Kofi Annan làm Tổng thư ký Liên hiệp quốc vào cuối năm 2006. Đây là lần đầu tiên một người Hàn Quốc tranh cử chức Tổng thư ký.
Ban dẫn đầu trong bốn lần bầu cử sơ khởi do Hội đồng Bảo an Liên Hợp Quốc tổ chức vào 24 tháng 7, 14 tháng 9, 28 tháng 9 và 2 tháng 10.
Vào lần bỏ phiếu không chính thức ngày 2 tháng 10, Ban nhận 14 phiếu thuận và 1 "không ý kiến" từ 15 thành viên Hội đồng bảo an, đoàn Nhật Bản là quốc gia duy nhất không đồng ý hoàn toàn. Quan trọng hơn, Ban là người duy nhất thoát một phiếu chống, trong khi mỗi trong 5 người còn lại đều nhận ít nhất là một phiếu chống từ 5 năm thành viên thường trực của Hội đồng bảo an — Cộng hòa nhân dân Trung Hoa, Pháp, Nga, Anh và Hoa Kỳ. Sau khi bỏ phiếu, Shashi Tharoor, người thứ hai, rút lui và Đại diện thường trực của Trung Quốc tại LHQ nói với các phóng viên là "khá rõ từ kết quả bỏ phiếu hôm nay là Bộ trưởng Ban Ki-moon là ứng cử viên mà Hội đồng bảo an sẽ đề nghị lên Đại hội đồng (General Assembly)."
Vào 9 tháng 10, Hội đồng Bảo an chính thức chọn Ban như là người được đề cử. Vào 13 tháng 10, Tổng Hội đồng gồm 192 thành viên đã thông qua một nghị quyết, bằng biểu quyết, bổ nhiệm Ban làm Tổng thư ký Liên Hợp Quốc. 

## Khen thưởng
Ban đã hai lần được Nhà nước Hàn Quốc tặng thưởng Huân chương Phụng sự vào các năm 1975 và 1986. Để biểu dương các thành quả của ông với vai trò đại sứ, ông được Cộng hòa Áo trao Huân chương Danh dự vào năm 2001. Một năm sau đó, nhà nước Brasil trao tặng ông Huân chương Rio Branco. Vào tháng 9 năm 2005, Hiệp hội Hàn Quốc ở New York vinh danh ông với giải thưởng Van Fleet Award vì những đóng góp của ông vào tình hữu nghị Hoa Kỳ - Hàn Quốc.

## Quyền làm người là không thể vi phạm
Ngày 23/9, 2009, Ban thách thức các nhà lãnh đạo thế giới hãy loại các vũ khí hạt nhân khỏi địa cầu, đối phó với mối đe dọa về thay đổi khí hậu có tiềm năng gây thảm họa và chống lại tình trạng nghèo khổ đang gia tăng vì cuộc khủng hoảng tài chính trên thế giới. Ban cảnh cáo các tổng thống, thủ tướng và các nhà ngoại giao từ 192 nước thành viên của LHQ rằng "không có quốc gia nào, dù lớn hay nhỏ, có thể vi phạm quyền làm người của các công dân của họ mà không bị trừng phạt."
Ông kêu gọi có các nỗ lực lớn lao hơn để thành đạt hòa bình ở Darfur và Somalia. Ông thúc giục hồi sinh những cuộc thương lượng để đi tới một nền hòa bình ở Trung Đông, với Israel và Palestine sống bên cạnh nhau trong hòa bình. "Giữa nhiều cuộc khủng hoảng - về thực phẩm, năng lượng, suy thoái và đại dịch cúm, ảnh hưởng cùng lúc tới tất cả mọi người - thế giới nhìn vào chúng ta để tìm những giải đáp," Ban nói trong bài diễn văn khai mạc đọc trước phiên họp cấp bộ trưởng lần thứ 64 của Đại Hội đồng LHQ. "Nếu có một thời điểm để hành động trong một tinh thần đa phương mới mẻ, một thời điểm để kiến tạo một tổ chức Liên Hợp Quốc có hành động tập thể chính đáng, thời điểm đó là lúc này."
Một loạt những khuôn mặt mới sẽ theo chân Ban bước lên bục diễn đàn tại phiên họp bộ trưởng cuối cùng của Đại Hội đồng tại trụ sở lịch sử của Liên Hợp Quốc, trước khi nó đóng cửa để sửa sang vào mùa thu 2009 - trong số đó có Tổng thống Hoa Kỳ Barack Obama, cựu Tổng thống Nga Dmitry Medvedev và tân Thủ tướng Yukio Hatoyama của Nhật. Một ngày sau khi khoảng 100 vị nguyên thủ quốc gia và chính phủ, trong cuộc họp thượng đỉnh lớn nhất từ trước tới lúc này về tình trạng địa cầu nóng dần, trao đổi các quan điểm về vấn đề làm thế nào để đạt tới một thỏa thuận toàn cầu mới nhằm chống lại sự thay đổi khí hậu, một lần nữa Ban lại hô hào các nhà lãnh đạo hãy đương đầu với "thách đố lớn nhất mà chúng ta gặp phải với tính cách một gia đình nhân loại."
Tổng thống Obama chủ tọa một cuộc họp cao cấp của Hội Đồng Bảo An LHQ vào ngày 24/9, 2009 về vấn đề giải trừ vũ khí và những nỗ lực nhằm ngăn chặn việc phổ biến các vũ khí hạt nhân. Các nhà lãnh đạo của bốn cường quốc hạt nhân khác trong hội đồng cũng sẽ lên tiếng. Người ta trông đợi hội đồng sẽ chấp thuận một nghị quyết kêu gọi gia tốc các nỗ lực giải trừ vũ khí và một chiến dịch toàn cầu tích cực hơn để giảm bớt các nguy cơ hạt nhân và những đe dọa của sự phổ biến vũ khí. Nghị quyết không nêu tên bất cứ nước nào nhưng dự thảo có đề cập tới các nghị quyết trước đây của hội đồng đã áp đặt các chế tài lên Iran và Triều Tiên vì các chương trình hạt nhân của họ.